# جان-لويس أوبيرت
جان-لويس أوبيرت (بالفرنسية: Jean-Louis Aubert) (و. 1955  م) هو مغني، ومغن مؤلف فرنسي، ولد في نانتوا، أين.

## التعليم
تعلم في مدرسة كارنو ‏.

## وصلات خارجية
- جان-لويس أوبيرت على موقع IMDb (الإنجليزية)
- جان-لويس أوبيرت على موقع ألو سيني (الفرنسية)
- جان-لويس أوبيرت على موقع ميوزك برينز (الإنجليزية)
- جان-لويس أوبيرت على موقع قاعدة بيانات الأفلام السويدية (السويدية)
- جان-لويس أوبيرت على موقع أول ميوزيك (الإنجليزية)
- جان-لويس أوبيرت على موقع ديسكوغز (الإنجليزية)
- جان-لويس أوبيرت على موقع قاعدة بيانات الفيلم (الإنجليزية)
- جان-لويس أوبيرت على موقع كينوبويسك (الروسية)

- جان-لويس أوبيرت في قاعدة بيانات الأفلام على الإنترنت